# Markus Krunegård
Anders Markus Krunegård, född 6 april 1979 i Norrköping, är en sverigefinsk sångare, låtskrivare och musikproducent. Innan han blev soloartist sjöng han i grupperna Laakso och Hets.

## Biografi
Markus Krunegård växte upp i Röda stan och gick på Hagagymnasiet i Norrköping. Krunegårds far är svensk och hans mor kommer från Pello i finska Tornedalen. Han är tvåspråkig och har tillbringat somrarna i Finland med moderns släkt.
Markus Krunegård är gift med kostymören Sofie Krunegård. Tillsammans har de två barn.

## Karriär

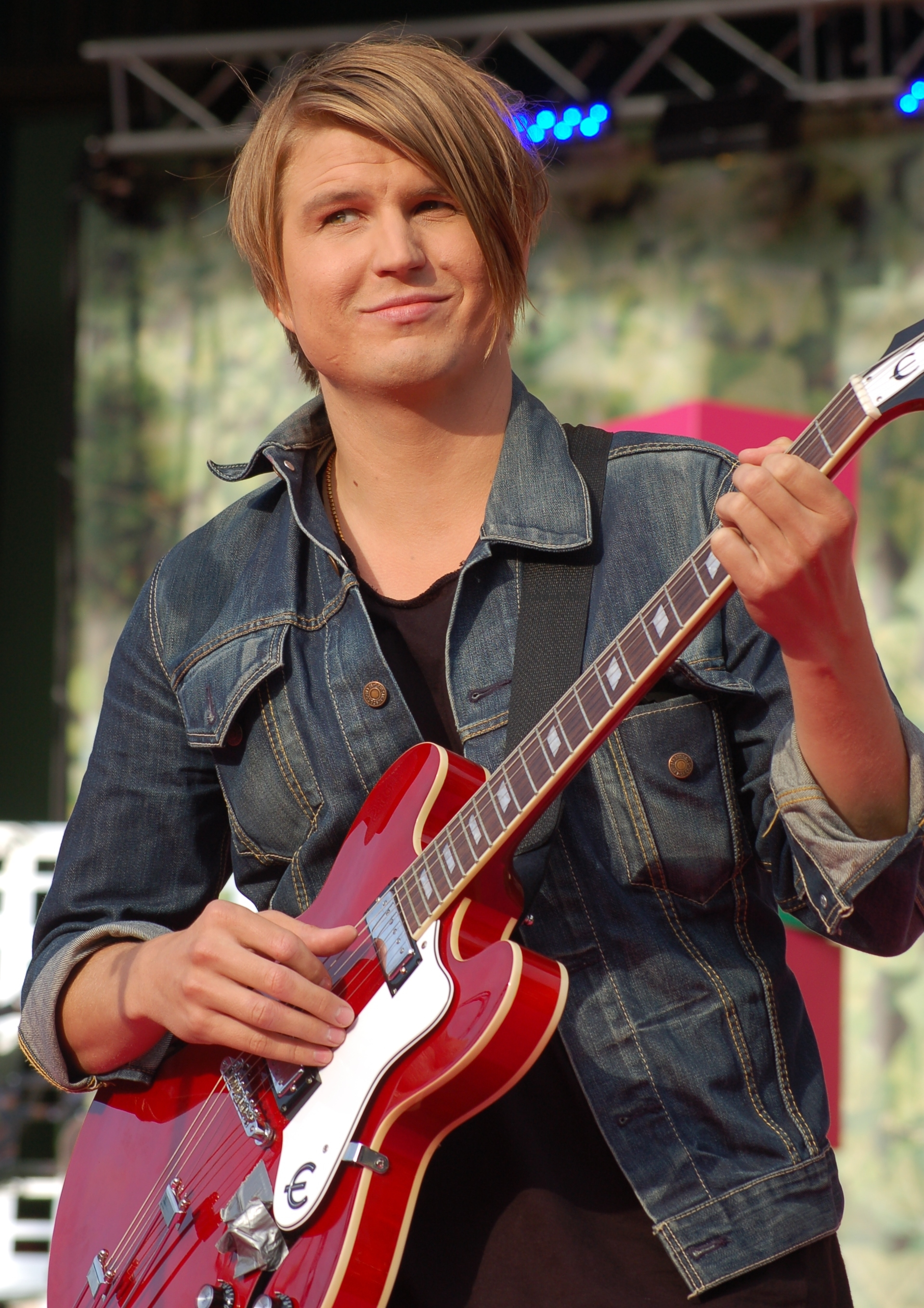
Markus Krunegård 2008.

Krunegårds musikkarriär tog fart runt 2001 som sångare i popbandet Laakso, en grupp som var som mest aktiv mellan 2003 och 2007. 2006 var han även medlem i bandet Hets fram till dess upplösning 2007. Krunegårds solokarriär inleddes 2008 när han den 2 april samma år släppte sitt första soloalbum Markusevangeliet. Albumets första singel "Jag är en vampyr" hamnade på femteplats på Trackslistans årslista för 2008.
Mellan januari 2008 och augusti 2009 var Krunegård programledare för radioprogrammet P3 Live Session i Stockholm.
Sommaren 2008 blev Krunegård första som enda artist som spelat på Hultsfredsfestivalen tre år i rad i tre olika band: Hets (2006), Laakso (2007) och som soloartist (2008).
Krunegård har även medverkat på Annika Norlins album Säkert! (2007) i låten "Det kommer bara leda till nåt ont".
Han har också medverkat på Johnossis skiva All They Ever Wanted (2008) och körat på Eldkvarns skiva Hunger Hotell (2008).
Krunegård följde med på delar av Lars Winnerbäcks sommarturné 2008. Han agerade också förband på Kents konsert i Norrköping den 1 augusti 2008. Han utförde under hösten/vintern samma år en omfattande soloturné i Sverige med över 30 spelningar. 
Krunegård var 2009 nominerad till ett flertal musikpriser vid galorna Rockbjörnen, Grammis och P3 Guld. I den sistnämnda fick han pris för årets låt för "Jag är en vampyr".
Den 8 juni 2009 släppte Krunegård tillsammans med artisten Andreas Kleerup EP:n Lead Singer Syndrome. 
Den 14 oktober 2009 kom Krunegårds andra soloalbum, som släpptes som de två enkelalbumen Prinsen av Peking och Lev som en gris, dö som en hund. Två av låtarna på albumet är producerade av Mauro Scocco.
Krunegård medverkar med sång på Peter Moréns soloalbum I spåren av tåren 2010. Krunegård har varit med och hjälpt till på Veronica Maggios tredje studioalbum Satan i gatan som släpptes den 27 april 2011. Han har till exempel bidragit till låten "Finns det en så finns det flera" och "Vi kommer alltid ha Paris". Han har även varit med och skrivit låten Femton på Maggios album Den första är alltid gratis från 2016.
Utöver Scocco och Maggio har Krunegård även skrivit och producerat musik till svenska artister som Rebecca & Fiona och Lena Philipsson och till internationella artister som Carly Rae Jepsen och Charli XCX.
I april 2011 meddelade Krunegård att han och Adam Olenius från Shout Out Louds hade bildat en popduo vid namn Serenades. Deras EP Birds släpptes 18 april 2011.
Fjärde soloalbumet Mänsklig värme släpptes 28 mars 2012. Första singeln från albumet, "Everybody Hurts" släpptes januari 2012 medan andra singeln "Askan är den bästa jorden" kom i samband med albumsläppet.
Det femte soloalbumet, Rastlöst blod, släpptes den 4 juni 2014. Den första singeln som släpptes var "Du stör dig hårt på mig". 
2015 släpptes EP:n Härskarens teknik. Under våren 2015 släpptes dokumentärserien Krunegård och Jinder på turné först på SVT Play för att sedan sändas i SVT2. Serien bestod av sju avsnitt och producerades av Agnes-Lo Åkerlind och Henrik Burman. I serien får man följa Krunegård och hans dåvarande förband, Little Jinder, under deras turné 2014.
Under år 2017 blev Markus Krunegård utbränd och var sjukskriven ett år. Tillsammans med Patrik Berger släppte han år 2018 albumet Otro Mundo Es Posible under gruppnamnet BC Unidos. Senare samma år släpptes Krunegårds sjätte fullängdsalbum, I huvet på en idiot, i en bar, på en ö, i ett hav, på en ö, i en bar, i huvet på en idiot. Albumet blev det första att ges ut på Krunegårds eget nystartade skivbolag OJOY.
2019 startade Krunegård ytterligare ett skivbolag tillsammans med BC Unidos-kollegan Patrik Berger och John Gadnert. Skivbolaget heter <1000, vilket syftar på att bolagets koncept är att endast signa artister med färre än 1000 streams. 14 juni 2019 gav Krunegård ut singeln "Stad i ljus" på <1000.
Den 8 maj 2020 släppte Krunegård singeln "Ett liv, ett lag" på OJOY. Låten är skriven för fotbollslaget IFK Norrköping från Krunegårds hemstad. Låten används som inmarschlåt.
År 2020 medverkade Krunegård i den elfte säsongen av TV4s musikprogram Så mycket bättre där han tolkade låtar av Silvana Imam, Tommy Körberg, Benjamin Ingrosso, Lili & Susie, Jakob Hellman och Plura Jonsson. Sedan 2020 har han även tävlat i tre säsonger av Kanal 5:s frågesportshow Alla mot alla. I två säsonger tävlade han i samma lag som Emma Molin och i en säsong tillsammans med Amie Bramme Sey.
I mars 2023 släppte han singeln "Miss Joensuu" vilket var hans första sololåt på finska. I september samma år släpptes det helfinska albumet Nokia & Ericsson på Helsingforsbaserade skivbolaget All That Plazz. Krunegård har förklarat språkbytet med att även om han växt upp, levt och skapat en karriär i Sverige så har hans finska jag alltid varit starkt och attraktivt. Det är dock inte första gången Krunegård sjunger på finska då han gav ut det finskspråkiga albumet Mämmilärock med bandet Laakso, år 2007. Andra singeln från albumet "Mä tykkään sust" är en cover på Manu Chaos hitlåt "Me Gustas Tú" från 2001.

## Diskografi

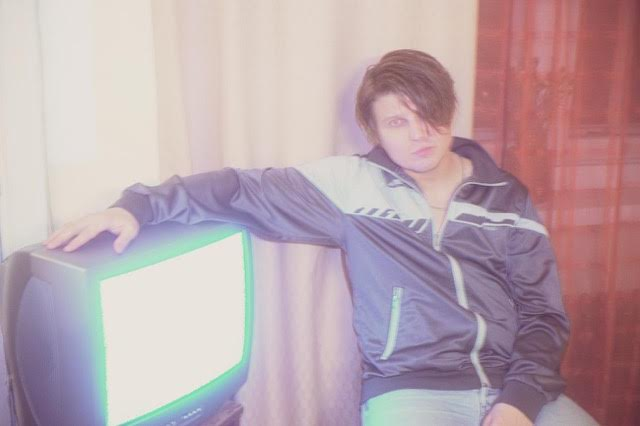
Markus Krunegård 2018.

### Album
- 2008 – Markusevangeliet
- 2009 – Lead Singer Syndrome EP[24]
- 2009 – Prinsen av Peking
- 2009 – Lev som en gris, dö som en hund
- 2012 – Mänsklig värme
- 2014 – Rastlöst blod
- 2015 – Härskarens teknik (EP)
- 2018 – I huvet på en idiot, i en bar, på en ö, i ett hav, på en ö, i en bar, i huvet på en idiot
- 2021 – TUTTI FRUTTI - från lokalen under sushin
- 2021 – Kemtvätten
- 2023 – Nokia & Ericsson
- 2025 – Bastard

### Singlar
- 2008 – "Jag är en vampyr"
- 2008 – "Det är ett idogt jobb att driva ungdomen ut ur sin kropp"
- 2009 – "Hela livet var ett disco"
- 2009 – "Hollywood Hills"
- 2010 – "Lev som en gris dö som en hund"
- 2012 – "Everybody Hurts"
- 2012 – "Askan är den bästa jorden"
- 2012 – "Vi dansar bättre utan kläder"
- 2014 – "Du stör dig hårt på mig"
- 2014 – "Let's go nu är jag din yo"
- 2018 – "Ben, kött & känsler"
- 2018 – "Tur att vi lever samtidigt"
- 2018 – "O A O A E vi förlorade" med Miriam Bryant
- 2019 – "Stad i ljus"
- 2020 – "Ett liv, ett lag"
- 2021 – "Sentimental attack"
- 2021 – "Det var en gång i Lissabon" med Klara Söderberg
- 2021 – "Sommartider hej!" med Little Jinder
- 2021 – "Kemtvätten"
- 2023 – "Miss Joensuu"
- 2024 – "Fakta: Fucked up"

## Priser och utmärkelser
| Priser och nomineringar | Priser och nomineringar | Priser och nomineringar  | Priser och nomineringar | Priser och nomineringar |
| År                      | Pris                    | Kategori                 | Verk                    | Resultat                |
| ----------------------- | ----------------------- | ------------------------ | ----------------------- | ----------------------- |
| 2009                    | P3 Guld                 | Årets låt                | Jag är en vampyr        | Vann                    |
| 2009                    | P3 Guld                 | Årets artist             | Markusevangeliet        | Nominerad               |
| 2009                    | Grammis                 | Årets låt                | Jag är en vampyr        | Nominerad               |
| 2009                    | Grammis                 | Årets artist             | Markusevangeliet        | Nominerad               |
| 2009                    | Grammis                 | Årets nykomling          | Markusevangeliet        | Nominerad               |
| 2012                    | GAFFA-priset            | Årets svenska soloartist | -                       | Vann                    |
| 2013                    | Grammis                 | Årets album              | Mänsklig värme          | Nominerad               |
| 2013                    | Grammis                 | Årets producent          | Mänsklig värme          | Nominerad               |
| 2014                    | GAFFA-priset            | Årets svenska soloartist | -                       | Vann                    |
| 2019                    | Grammis                 | Årets textförfattare     | I huvet på en idiot     | Nominerad               |
| 2022                    | Grammis                 | Årets rock               | Kemtvätten              | Nominerad               |
| 2023                    | Evert Taube-stipendiet  |                          |                         |                         |